# Lasioglossum hirashimae
Lasioglossum hirashimae är en biart som beskrevs av Ebmer och Sakagami 1977. Lasioglossum hirashimae ingår i släktet smalbin, och familjen vägbin. Inga underarter finns listade i Catalogue of Life.